# Berto Romero
Berto Romero (født 17. november 1974 i Cardona, Catalonien, Spanien), er en spansk humorist.

## Karriere
Han er medlem af Teaterkompagniet "El Cansancio" og arbejder som radiojournalist i Ràdio Flaixbac. Desuden har han et fast indslag i Andreu Buenafuentes tv-program i La Sexta.

## Ekstern henvisning
- Berto Romero på Internet Movie Database (engelsk)
- Berto Romero på AlloCiné (fransk)
- Berto Romero på The Movie Database (engelsk)
- Bertos blog

- Teaterkompagniet "El Cansancio"s hjemmeside

- Ràdio Flaixbacs hjemmeside

- Buenafuentes officielle hjemmeside

1. ↑  Navnet er anført på bokmål og stammer fra Wikidata hvor navnet endnu ikke findes på dansk.